# Garnet Ostermeier
Garnet Ostermeier ist eine ehemalige deutsche Eiskunstläuferin.

## Werdegang
Ostermeier, die für den Münchener EV startete, gewann im Jahr 1976 die Silbermedaille bei den Juniorenweltmeisterschaften in Megève. Im gleichen Jahr sicherte sie sich in Oberstdorf die Nebelhorn Trophy. 1977 gewann sie bei den Deutschen Meisterschaften Silber. Im gleichen Jahr startete Ostermeier bei den Eiskunstlauf-Weltmeisterschaften 1977 in Tokio und lief auf den 14. Platz. Im folgenden Jahr belegte sie nach Silber bei den Deutschen Meisterschaften ebenfalls Rang 14 bei den Eiskunstlauf-Europameisterschaften 1978.

## Erfolge

### Eiskunstlauf-Weltmeisterschaften
- 1977 – 14. Rang – Tokio

### Juniorenweltmeisterschaften
- 1976 – 2. Rang – Megève

### Europameisterschaften
- 1978 – 14. Rang – Straßburg

### Deutsche Meisterschaften
- 1977 – 3. Rang
- 1978 – 2. Rang

### Andere Wettbewerbe
- 1976 – 1. Rang – Nebelhorn Trophy, Oberstdorf